# Mars TV
Mars TV è un podcast del 2006 composto da 12 episodi prodotto da André Doucette. Mars TV segue i Thirty Seconds to Mars durante il loro tour Forever Night, Never Day.
Dopo avere fatto da supporto a gruppi come Audioslave e Seether, nel marzo 2006 i Thirty Seconds to Mars iniziarono il primo tour da headliner chiamato Forever Night, Never Day. Mars TV racchiude 12 brevi episodi che inizialmente vennero postati sul sito ufficiale del gruppo nel 2006 durante il tour. Gli episodi mostrano i membri della band in momenti di vita quotidiana durante il tour, tra i quali le performance acustiche negli show radiofonici, il compleanno di Shannon Leto, le dietro le quinte di trasmissioni in cui sono stati ospiti.

## Episodi
| Nº | Titolo                                 | Pubblicazione  |
| -- | -------------------------------------- | -------------- |
| 1  | Tour Kickoff!                          | 22 marzo 2006  |
| 2  | Acoustic Performance at 102.1 The Edge | 22 marzo 2006  |
| 3  | Happy Birthday Shannon!                | 22 marzo 2006  |
| 4  | Forever Night, Never Day               | 10 aprile 2006 |
| 5  | There's Something Down There           | 17 aprile 2006 |
| 6  | Shannon's Starbucks                    | 24 aprile 2006 |
| 7  | Cooking With 30 Seconds To Mars        | 1º maggio 2006 |
| 8  | What's With The Brocolli?              | 8 maggio 2006  |
| 9  | The Boys on Much Music                 | 15 maggio 2006 |
| 10 | Mountain Crossing                      | 22 maggio 2006 |
| 11 | Merch Booth Madness                    | 9 giugno 2006  |
| 12 | Fireworks Extravaganza                 | 13 giugno 2006 |